# Martin O'Malley
Martin Joseph O'Malley (Washington D.C., 18 januari 1963) is een Amerikaans politicus van de Democratische Partij. Van 2007 tot 2015 was hij gouverneur van de staat Maryland. 
O'Malley werd in 1999 burgemeester van de stad Baltimore. Deze functie bekleedde hij tot 2007, toen hij werd gekozen als de 61e gouverneur van Maryland. Bij de strijd om het gouverneurschap versloeg O'Malley de zittende Republikeinse gouverneur Robert Ehrlich. In 2010 won hij een tweede termijn als gouverneur door Ehrlich opnieuw te verslaan.
Na twee termijnen als gouverneur mocht O'Malley zich bij de gouverneursverkiezingen van 2014 niet opnieuw verkiesbaar stellen. Luitenant-gouverneur Anthony G. Brown werd door de Democraten naar voren geschoven om hem op te volgen, maar deze verloor de verkiezingen van de Republikein Larry Hogan. Hogan volgde O'Malley op 21 januari 2015 op als gouverneur van Maryland.
In 2016 nam O'Malley deel aan de voorverkiezingen van de Democratische partij voor de presidentsverkiezingen van 2016. Na de eerste voorverkiezingen in Iowa trok hij zich terug nadat hij minder dan 1% van de stemmen had gekregen.
- International Standard Name Identifier: 0000 0004 5726 7419
- Library of Congress Control Number: no2015149489
- MusicBrainz: 273dc9e0-d747-4982-97d7-d5c46360400e
- Virtual International Authority File: 517144783102401815357
- WorldCat: E39PBJxd6jtqhBpPDW6gWFB9Dq